# Supercoupe du Maroc masculine de volley-ball
La Supercoupe du Maroc volley-ball masculin oppose annuellement le champion du Maroc au vainqueur de la coupe du Trône.

## Palmarès
- 1980 : Wydad AC
- 1981 : Wydad AC (2)
- 1982 : Wydad AC (3)
- 1983 : Wydad AC (4)
- 1984 : Wydad AC (5)
- 1987 : Wydad AC (6)
- 1988 : Wydad AC (7)
- 1989 : Raja-Odep
- 1996 : Wydad AC (8)
- 1997 : Wydad AC (9)
- 1998 : Wydad AC (10)
- 2001 : FUS de Rabat
- 2002 : TS Casablanca
- 2003 : TS Casablanca (2)
- 2004 : TS Casablanca (3)
- 2005 : TS Casablanca (4)
- 2006 : FUS de Rabat (2)
- 2007 : Chabab Mohammédia
- 2010 : FUS de Rabat (3)
- 2011 : Chabab Mohammédia (2)
- 2012 : FAR de Rabat
- 2013 : FAR de Rabat (2)
- 2014 : FAR de Rabat (3)
- 2015 : Ittihad Tanger
- 2016 : FAR de Rabat (4)
- 2017 : Ittihad Tanger (2)